# یوزف وویتا
یوزف وویتا (چکی: Josef Vojta؛ ۱۹ آوریل ۱۹۳۵  - ۶ مارس ۲۰۲۳) بازیکن فوتبال اهل چکسلواکی بود.
از باشگاه‌هایی که در آن بازی کرده‌است می‌توان به باشگاه فوتبال اسپارتا پراگ اشاره کرد. وی همچنین در تیم ملی فوتبال چکسلواکی بازی کرده‌ است.
وویتا در مسابقات کشوری و بین‌المللی در مجموع برندهٔ ۱ مدال نقره شده‌ بود.